# Profilaktyk
Profilaktyk - osoba, która odpowiedzialna jest za ocenę sytuacji zdrowotnej, określanie priorytetów w zdrowiu publicznym i opracowanie danych epidemiologicznych. Praca profilaktyka polega na wykonywaniu czynności zawodowych w zakresie profilaktyki, promocji zdrowia i edukacji zdrowotnej.

## Zadania zawodowe
Do zadań zawodowych profilaktyka należy:
1. Ocena sytuacji zdrowotnej i społecznej określonej populacji oraz jej potrzeb zdrowotnych.
2. Identyfikowanie zagrożeń środowiskowych dla zdrowia populacji.
3. Diagnoza i określenie problemów o znaczeniu kluczowym dla zdrowia populacji w poszczególnych sferach społecznych.
4. Analiza czynników wpływających na zdrowie w obrębie populacji.
5. Określanie priorytetów zdrowotnych na podstawie dostępnych danych demograficznych i epidemiologicznych (z uwzględnieniem podziału na regiony, grupy wiekowe, płeć lub inne).
6. Stosowanie badań epidemiologicznych oraz socjomedycznych w ocenie potrzeb zdrowotnych oraz oczekiwań pacjentów.
7. Opracowywanie schematu interwencji zdrowia publicznego, w tym oszacowanie ryzyka interwencji i sposobów reagowania.
8. Opracowywanie materiałów informacyjnych i edukacyjnych w obszarze zapobiegania i wczesnego wykrywania, a także profilaktyki trzeciej fazy.
9. Współpraca z instytucjami państwowymi, administracją rządową i samorządową oraz organizacjami pozarządowymi w zakresie koordynowania działań dotyczących profilaktyki i promocji zdrowia.
10. Współpraca z podmiotami uczestniczącymi w edukacji zdrowotnej społeczeństwa (m.in. szkoły, organizacje sportowe, organizacje pozarządowe, pracodawcy).
11. Wykonywanie analiz statystycznych.
12. Planowanie badań przy zastosowaniu nowoczesnych technik zbierania danych i narzędzi badawczych.
13. Analizowanie dostępnych danych w celu wyjaśnienia społeczno-ekonomicznych czynników wpływających na zdrowie.
14. Opracowywanie danych epidemiologicznych wykorzystując proste narzędzia statystyczne i analityczne.
15. Analizowanie uwarunkowań sytuacji zdrowotnej w aspekcie procesów społecznych i demograficznych.
16. Wykorzystywanie wyników analiz w proponowanych konkretnych (alternatywnych) rozwiązaniach w sektorze ochrony zdrowia.
17. Przeprowadzanie analizy wybranych uwarunkowań problemów zdrowotnych i społecznych.
18. Planowanie i opracowywanie programów profilaktycznych i promocji zdrowia, na podstawie aktualnej oceny sytuacji zdrowotnej.
19. Określanie sposobu monitorowania i ewaluacji programu.
20. Planowanie budżetu i kosztów realizacji programu.
21. Planowanie działań mających na celu zintegrowanie działań profilaktycznych oraz wsparcie finansowe i merytoryczne programów profilaktycznych.
22. Ocena sytuacji finansowej podmiotów wykonujących działalność leczniczą i sporządzanie biznes planu.
23. Wdrażanie w jednostkach ochrony zdrowia struktur bezpieczeństwa danych osobowych.
24. Konstruowanie, wdrażanie, koordynowanie i realizowanie programów dotyczących profilaktyki i promocji zdrowia.
25. Identyfikowanie barier we wdrażaniu edukacji zdrowotnej w populacji oraz stosowanie właściwych metod i umiejętności komunikacyjnych w procesie dydaktycznym.
26. Ocena skuteczności programów profilaktycznych i promocji zdrowia dla różnych środowisk społecznych i ich ewaluacja.
27. Sprawowanie opieki nad pacjentami indywidualnymi.
28. Organizacja procesu realizacji badań przesiewowych i innych świadczeń zdrowotnych w opiece profilaktycznej.
29. Prowadzenie edukacji zdrowotnej w zakresie rozpoznanych czynników ryzyka.
30. Udzielanie pierwszej pomocy w stanach nagłego zagrożenia zdrowotnego.
31. Prowadzenie i archiwizowanie dokumentacji związanej z wykonywanymi czynnościami zawodowymi.

W zależności od zakładu pracy i stanowiska obowiązki zawodowe mogą się różnić, powyższa lista zadań jest ramowa.

## Zawód medyczny
W myśl Ustawy z 17 sierpnia 2023 r. o niektórych zawodach medycznych (Dz. U. 2023 poz. 1972) i innych przepisów profilaktyk jest zawodem medycznym. Profilaktykiem możne zostać absolwent kierunku zdrowie publiczne, który uzyskał wpis do Centralnego Rejestru Osób Uprawnionych do Wykonywania Zawodu Medycznego. Szczegółowe przepisy określają, że o wpis ubiegać mogą się osoby, które rozpoczęły po dniu 30 września 2012 r. studia w zakresie zdrowia publicznego i uzyskały tytuł zawodowy co najmniej licencjata albo inżyniera lub rozpoczęły przed dniem 1 października 2012 r. studia na kierunku (specjalności) zdrowie publiczne i uzyskały tytuł zawodowy co najmniej licencjata albo inżyniera.